# Sphyrapoides tuberculifrons
Sphyrapoides tuberculifrons is een naaldkreeftjessoort uit de familie van de Sphyrapodidae. De wetenschappelijke naam van de soort is voor het eerst geldig gepubliceerd in 2002 door Gutu & Heard.